# كأس تونس 1980–81
كأس تونس لكرة القدم 1980-1981 هو الموسم رقم 25 منذ الاستقلال وال50 منذ إنشائه من كأس تونس لكرة القدم.

فاز بهذا الموسم النجم الرياضي الساحلي، وجاء ثانيا الملعب التونسي.

## روابط خارجية
- الموقع الرسمي للجامعة التونسية لكرة القدم.